# Gebt mir meine Kinder zurück!
Gebt mir meine Kinder zurück! ist ein niederländisches Filmdrama des Regisseurs Ron Termaat aus dem Jahr 2010. Das Drehbuch schrieben Marian Batavier und Nicolette Steggerda nach einer wahren Begebenheit. Der Film behandelt das Thema der Kindesentführung durch einen fremdländischen Elternteil in sein Heimatland.

## Handlung
Niederlande 2004: Hanne gewährt ihrem syrischen Exmann Nizar regelmäßig das Besuchsrecht für die gemeinsamen Kinder Bibi und Azim, neun und elf Jahre alt. Von einem angeblichen Ausflug nach Disneyland kehren die Drei jedoch nicht heim. Nizar hat seine Kinder nach Damaskus entführt. Der niederländische Justizbeamte Wouter Siemons macht den Aufenthaltsort der Kinder ausfindig und begleitet Hanne nach Syrien, wo er ein Familientreffen organisiert hat. Nizar verweigert eine Rückkehr in die Niederlande. Azim und Bibi fühlen sich in Syrien nicht recht wohl. Zudem suggeriert ihnen ihr Vater, Hanne verfolge ihre Bemühungen, die Kinder heim zu holen, nur halbherzig. Die Kinder werden an die religiösen Rituale herangeführt und erlernen die arabische Sprache. Botschaftsangehörige sollen die Kinder als monströse Bedrohung betrachten und ihnen auf keinen Fall die Tür öffnen, so lehrt es ihnen der Vater.
Hanne darf ihre Kinder nach einem Jahr wieder in Syrien besuchen. In Damaskus präsentiert Nizar den Rohbau seines Einfamilienhauses und hofft Hanne damit zu beeindrucken und zurückzugewinnen. Hanne lässt sich überreden, ihn als seine Frau zu einer Familienfeier zu begleiten. Azim hat immer noch Heimweh. Hanne findet Wunden auf seinem Rücken, die auf körperliche Züchtigung hindeuten. Nach einem missglückten Fluchtversuch der Drei zeigt sich Wouter erbost über Hannes Alleingang. Eine Flucht hätte nach syrischem Recht als Kindesentführung gegolten. Sie hätte die Kinder dann für immer verloren.
Beim nächsten Treffen im Beisein von Botschaftsmitarbeitern gelingt es ihr, Azim heimlich ein Handy zuzustecken. Bibi trägt schon längst die Adresse der Botschaft in einem Medaillon ohne das Wissen ihres Vaters bei sich. Beide Kinder werden instruiert, in einem günstigen Moment in die Botschaft zu flüchten, denn nur wenn die Kinder von sich aus dort Hilfe suchen, ist eine legale Rückführung möglich. Das Durcheinander eines neuerlichen Wohnungswechsels nutzen sie tatsächlich zur Flucht. Noch im Taxi kontaktiert Azim seine Mutter in den Niederlanden per Handy. Sie gibt ihm Anweisungen und spricht ihm Mut zu. Kurz nach dem Eintreffen des Taxis vor der Botschaft entdecken die Kinder ihren Vater, der ihnen offenbar gefolgt ist. Hannes neuer Lebensgefährte Bertus hilft, indem er per Festnetztelefon mit der niederländischen Botschaft in Damaskus Kontakt hält. So kann er einen Botschaftsmitarbeiter über Nizars Eintreffen informieren, der Nizar dann in das Botschaftsgebäude lotst. Danach holt eine Mitarbeiterin die Kinder, die sich solange in Deckung befanden, ins Haus, ohne dass sich Vater und Kinder begegnen.
Einige Monate später kann Hanne ihre Kinder auf einem niederländischen Flughafen überglücklich in die Arme schließen.

## Hintergrund
Der überwiegende Teil der Szenen wurde an Originalschauplätzen in der syrischen Hauptstadt Damaskus und der niederländischen Gemeinde Oude Pekela gedreht. Für einen kleinen Teil der arabischen Szenen diente Tunis als Kulisse.
Am 6. Mai 2010 feierte der Film seine Premiere in den Niederlanden. Zeitgleich wurde das Buch zum Film in niederländischer Sprache veröffentlicht. Die Autorin Janneke Schoonhoven ist diejenige, deren Schicksal hier verfilmt wurde. Die niederländische Schauspielerin Karina Smulders verkörpert sie im Film in der Figur der Hanne Veenhoven.
Erstaufführung im deutschen Fernsehen war am 24. Juni 2011 bei Arte.

## Kritiken
„[A]uch wahre Geschichten können einen Drall bekommen und so einseitig und ungerecht erzählt werden, dass sie auf ihre Weise schon wieder unwahr werden. […] Auch wenn der Film mit dem Christine-Neubauer-artigen Titel Gebt mir meine Kinder zurück am Anfang eher unbeholfen daherkommt, weil er mit dem ewigen Hin- und Her-Gehopse zwischen Syrien und Holland keiner Figur Zeit und Raum lässt, sich auch nur ansatzweise zu entwickeln: Das Thema ist ein Thema, solche Fälle gibt es. Und Regisseur Ron Termaat schafft es dann am Ende doch noch, den Charakteren ein Innenleben zu geben. […] Die Schauspieler bewegen sich wie Darsteller in einer Nachmittags-Soap. […] Immerhin, irgendwann werden die Szenen subtiler, die Umrisse schärfer.“

„Wenn auch aus Betroffenen-sicht verständlich, wird die arabische Kultur allzu düster gezeichnet. »Etwas vordergründig, dennoch beklemmend«“

„Obwohl ‚Gebt mir meine Kinder zurück‘ thematisch an Brian Gilberts Machwerk ‚Nicht ohne meine Tochter‘ (1991) mit Sally Field erinnert und die Araber reichlich düster gezeichnet sind, gelang Termaat ein ergreifendes Familiendrama mit der überzeugenden Karina Smulders in der Rolle der verzweifelten Mutter.“

## Auszeichnungen
Im Jahr 2011 gewann der Film den Audience Choice Award auf dem Stony Brook Film Festival.